# 宰逋爾
宰逋爾（羅馬化：Zabūr）是《詩篇》的阿拉伯語名稱。在伊斯蘭教中，《宰逋爾》是先知達伍德（大衛）帶來的聖書，是真主在《古蘭經》之前降示的聖書之一，與《討拉特》（妥拉）及《引支勒》（福音）並列。穆斯林傳統認為《古蘭經》中提到的《宰逋爾》就是希伯來聖經中的《詩篇》。

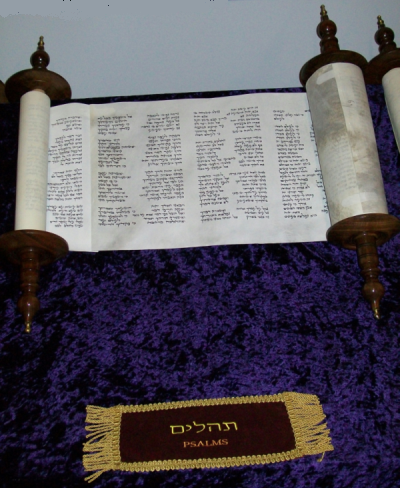
《詩篇》卷軸

中東及南亞的基督徒亦用「宰逋爾」一詞表示《舊約聖經》中大衛的《詩篇》。

## 古蘭經的提及
《古蘭經》曾3次提及《宰逋爾》，但並未過多對其作出詳述。
我確已啟示你，猶如我啟示努哈和在他之後的眾先知一樣，也猶如我啟示易卜拉欣、易司馬儀、易司哈格、葉爾孤白各支派，以及爾撒、安優卜、優努司、哈倫、素萊曼一樣。我以《宰逋爾》賞賜達伍德。——《古蘭經》第4章第163節，馬堅譯本
你的主是知道天地萬物的。我確已使一部分先知超越另一部分；我曾以經典賞賜達伍德。——《古蘭經》第17章第55節，馬堅譯本
在勸戒以後，我確已在《宰逋爾》中寫道：大地必為我的善僕所繼承。——《古蘭經》第21章第105節，馬堅譯本

## 聖訓的提及
穆罕默德·布哈里輯錄的一則聖訓如下：
據艾布·胡萊賴（求真主喜悅他）轉述，先知說：「達伍德誦讀［《宰逋爾》經典］時很輕鬆、毫不費力，他命人去給牲口備鞍，在備好鞍之前他就誦完經典。」——布哈里聖訓實錄, 4:55:628

## 詩篇
一般認為，在《古蘭經》中，《宰逋爾》指的即是希伯來聖經中大衛王的《詩篇》。《古蘭經》第21章第105節說道，在《宰逋爾》中有「大地必為我的善僕所繼承」一語。該語呼應《詩篇》37章第29節中的「義人必承受地土，永居其上」。
阿倫斯認為第21章第105節引用的正是《詩篇》，因為這節經文語言上與希伯來聖經罕見地極為相似。

## 詩歌智慧書
基督教護教士卡爾·戈特利布·普凡德認為，古蘭經對《宰逋爾》的提及其實是指希伯來聖經的第三部分，即詩歌智慧書。這是一組更廣博的猶太聖書，包括《詩篇》以及其他希伯來文學及詩歌集。

## 外部連結
- 天經 - 宰逋爾 （页面存档备份，存于）